# Merystem wierzchołkowy
Merystem wierzchołkowy, apikalny; stożek wzrostu – tkanka roślinna twórcza znajdująca się na wierzchołku pędu lub korzenia. Merystem zbudowany jest z niewielkich komórek o znacznym tempie podziałów. W wyniku tych podziałów następuje wzrost pędu lub korzenia na długość i tylko niewielki przyrost pierwotny na grubość.
Charakterystyka komórek merystemu wierzchołkowego:
- cienkościenne, delikatne i wrażliwe na uszkodzenia
- słabo zwakuolizowane,
- posiadają duże, centralnie położone jądro,
- plastydy występują w nich zwykle jako proplastydy,
- z reguły brak między nimi przestworów międzykomórkowych.

## Merystem wierzchołkowy korzenia

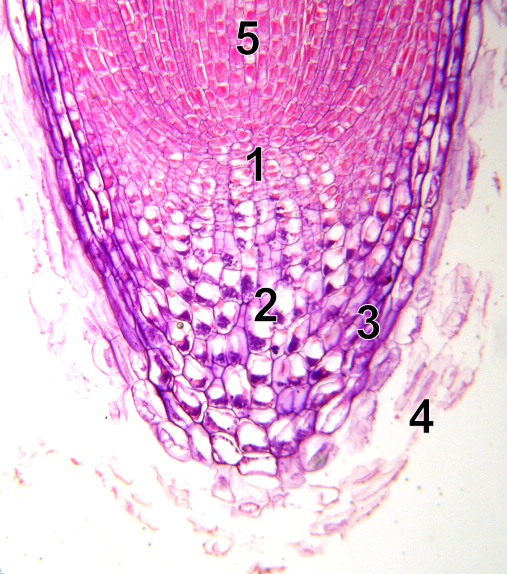
Merystem wierzchołkowy korzenia. 1 – merystem, 2 – kolumella, 3 – komórki czapeczki, 4 – martwe komórki, 5 – strefa wydłużania

Merystem wierzchołkowy korzenia zapewnia jego nieograniczony wzrost na długość. Składa się z czterech stref. Czapeczka korzenia składa się z komórek miękiszowych, pokrywających merystem z zewnątrz i zapewniających jego ochronę podczas wciskania pomiędzy cząstki gleby. Komórki w centralnej części czapeczki zawierają amyloplasty z dużymi ziarnami skrobi, wraz z systemem błon siateczki śródplazmatycznej umożliwiające roślinie reakcję grawitropiczną. Komórki czapeczki ulegają ścieraniu, są jednak szybko zastępowane przez nowe komórki różnicujące się z leżącego pod czapeczką protomerystemu. W jego skład wchodzi jedna komórka inicjalna u wielu paprotników lub grupa komórek inicjalnych pozostałych roślin oraz komórki je otaczające. Komórka inicjalna to komórka, z której po podziale powstaje jedna komórka przekształcana w tkanki stałe, a druga komórka dzieli się dalej. W rejonie komórek inicjalnych u roślin nasiennych podziały komórkowe zachodzą stosunkowo rzadko. Jest tak zwane centrum spoczynku. Intensywnie dzielą się komórki otaczające centrum. Za protomerystemem znajduje się strefa wzrostu, gdzie zachodzą zarówno liczne podziały komórkowe, jak dochodzi do zwiększania objętości powstających komórek. Komórki różnicują się następnie na trzy warstwy: pojedynczą warstwę praskórki, pramiękisz stanowiący prakorę i prokambium tworzące wewnętrzny walec. Jest to strefa różnicowania.

## Merystem wierzchołkowy pędu
Szczytowa część rosnącego pędu obejmuje: merystem wierzchołkowy składający się z komórek inicjalnych i ich bezpośrednich pochodnych określany także nazwą protomerystemu, merystem organogenetyczny, merystematyczną część łodygi i zawiązki liści. W okresie spoczynku zimowego merystem chroniony jest w pąku; w okresie aktywności osłonięty zawiązkami liściowymi lub nasadami liści. 
Podobnie jak w korzeniu, w merystemie pędu u mszaków i wielu paprotników jest tylko jedna komórka inicjalna, ze względu na swoją lokalizację nazywana także komórką apikalną. U roślin nasiennych i niektórych paprotników (np. widłaków) występuje wiele komórek inicjalnych. 
Komórki inicjalne wraz z komórkami będącymi ich bezpośrednimi, histologicznie niezróżnicowanymi pochodnymi tworzą  protomerystem. U roślin nagonasiennych komórki protomerystemu dzielą się peryklinalnie i antyklinalnie. U okrytonasiennych komórki inicjalne ułożone są piętrowo, a komórki inicjalne szczytowych pięter dzielą się tylko antyklinalnie, wytwarzając układ warstwowy w przypowierzchniowej części protomerystemu. Warstwy te tworzą  tunikę. Może być ona zbudowana z jednej, dwu lub trzech warstw komórek. Komórka inicjalna najgłębiej położonego piętra oraz pochodzące z niej komórki dzielą się zarówno peryklinalnie jak i antyklinalnie. W efekcie układ komórek jest mniej regularny a ta część protomerystemu określana jest jako korpus. 
Rejon położony za protomerystemem to merystem organogenetyczny (organogeniczny). Powstają tu zawiązki liści i pąków pachwinowych. Obejmuje on komórki dzielące się nawet intensywniej od komórek protomerystemu. Wyróżnia się tu położony w środku merystem centralny i zewnętrzny merystem peryferyczny. Komórki merystemu centralnego są większe, silniej zwakuolizowane i dzielą się rzadziej od komórek merystemu peryferycznego.  
Za regionem organogenetycznym komórki merystemu tworzą już pokłady pratkanek, z których później wykształcą się odpowiadające im tkanki stałe budowy pierwotnej łodygi. Z merystemu peryferycznego powstaje praskórka, prakora, prokambium i pramiękisz promieni rdzeniowych. Z pramiękiszu merystemu centralnego tworzy się natomiast prardzeń. Rejon pratkanek odpowiada wstępnemu etapowi różnicowania się tkanek łodygi i jest także rejonem intensywnego wzrostu łodygi na długość. Wzrost ten jest wynikiem zachodzących tu podziałów komórkowych jak też ich wzrostu objętościowego, a szczególnie wzrostu na długość. Ta część łodygi ma zatem nadal charakter merystematyczny i stanowi część szeroko ujmowanego merystemu pędu.